# Юхан Андерссон
Юхан Андерссон (швед. Johan Andersson; нар. 15 червня 1995, Уппсала) — шведський футболіст, захисник клубу «Юргорден».

## Клубна кар'єра
Займався футболом у клубі «Сіріус» з рідного міста Уппсала. З 2014 року став виступати за першу команду, в якій провів 75 матчів у чемпіонаті, забивши 8 голів.
На початку 2018 року на правах вільного агента перейшов у «Юргорден».

## Титули і досягнення
- Володар Кубка Швеції (1):

«Юргорден»: 2017–18